# René Phelipeau
 René Phelipeau est un géographe et cartographe français, né en 1748 et mort en 1784.

## Biographie
Il débuta probablement comme arpenteur en France : le plan terrier de Croissy-sur-Seine commandé par Jean Chanorier en 1781 est signé Phelipeau. 
Professeur de mathématiques à l'École royale militaire de Londres, il a dressé de nombreuses cartes des futurs États-Unis et de Saint-Domingue. Il a également collaboré avec le dessinateur et graveur Nicolas Ponce pour les ouvrages de Moreau de Saint-Méry. On lui attribue, sans certitudes, les 103 cartes des Itinéraires des Chemins Royaux de la Martinique.